# Nils Pallin
Hugo Nikolaus (Nils) Pallin, H.N. Pallin, född 5 april 1880 i Gävle, död 18 september 1953, var en svensk bergsbestigare samt väg- och vattenbyggnadsingenjör. Han var bror till Erik och Anders Pallin.
Pallin utexaminerades från Maskinyrkesskolan i Stockholm 1900, från Kungliga Tekniska högskolan 1904, avlade officersexamen 1905 och studerade vid Paris universitet 1908. Han blev löjtnant vid Väg- och vattenbyggnadskåren 1910, överstelöjtnant 1939, var biträdande ingenjör vid mellersta väg- och vattenbyggnadsdistriktet och i Väg- och vattenbyggnadsstyrelsen 1905–07, ingenjör vid byggnadsarbetena för tunnelbanan i Paris 1908–09, assistent åt Stockholms stads byggnadschef 1910–11, teknisk notarie samt tf. förste byråingenjör, byråchef och distriktsingenjör i Väg- och vattenbyggnadsstyrelsen och olika distrikt 1912–32 och vägkonsulent i Gotlands län 1924–30.
Pallin verkade som konsulterande ingenjör i kommunikations- och planläggningsfrågor från 1910, var sekreterare hos delegationen för flyghamnen i Stockholm 1920, styrelseledamot 1917 och vice ordförande i Svenska Teknologföreningens avdelning för väg- och vattenbyggnadkonst 1924, kompetensförklarades till professur i vägbyggnad och kommunikationsteknik vid Kungliga Tekniska högskolan 1925, vikarierande professor där 1929, ordinarie professor från 1932 och fackavdelningsföreståndare sedan 1937. Han var en av stiftarna och förste ordförande i Svenska arméns reservofficersförbund 1924 och en av stiftarna och förste ordförande i Sveriges skriftställares riksförbund 1934.

## Expeditioner och resor
Han företog en mängd studieresor i Europa och Amerika, var kartograf i den svenska sydamerikanska expeditionen till Patagonien 1920–21, ledde geografiska expeditioner till Spetsbergen 1922, 1923, och 1928, till Island 1935 och till Grönland 1936.

## Bergsbestigare
Pallin var initiativtagare till och sekreterare i De Lappländska Fjällkarlarnas klubb från 1920 och blev medlem av brittiska Alpine Club 1929.  Han deltog i den första vinterbestigningen av Kebnekaise (1908), Sarektjåkkå (1916) och Kaskasatjåkka (1920). Han upptäckte flera nya 2000-meterstoppar i Lappland och genomförde en skidfärd från Norra ishavet till Kattegatt 1927–28.